# Raimondi (cognome)
Raimondi è un cognome di lingua italiana.

## Varianti
Cotta Ramusino, Monda, Mondella, Mondello, Mondini, Mondo, Raimondo, Ramusino.

## Origine e diffusione
Cognome panitaliano, è presente prevalentemente in Emilia-Romagna e Lombardia.
Potrebbe derivare dal prenome Raimondo.
La variante Raimondo è piemontese, campana e siciliana; Ramusino è pavese.

## Persone
- Franca Raimondi (1932-1988) – cantante italiana
- Franco Raimondi (1928-1958) – calciatore italiano
- Giambattista Raimondi (1536-1614) – filosofo, matematico e orientalista italiano